# Ragyogó (heraldika)
Névváltozatok: 

de: flammend

Rövidítések
A ragyogó a címerleírásokban használt heraldikai kifejezés. Főleg a Napra vonatkozik és olyan ábrázolásmódot jelent, amikor a Nap sugarai közül az egyik váltakozva hullámos és egyenes, majd újra hullámos stb. Mivel ez a Nap ábrázolásának szokásos heraldikai módja a címerleírásban fölösleges külön megemlíteni, csak az ettől eltérő pózt kell jelezni. Ez az ábrázolásmód azonban a modern heraldika terméke, mert a középkorban a Napot természetes módon rajzolták meg és nem vonatkozott rá külön szóbeli megjelölés sem.   